# Krakkói főegyházmegye
A Krakkói főegyházmegye a római katolikus egyház egyik főegyházmegyéje Lengyelország ban. Az érseki széke Krakkóban van.
2013-as heti látogatottsága a lakosság számához képest 51,3%-os volt (a negyedik legmagasabb Lengyelországban, a Tarnówi (69,0%), Rzeszówi (64,1%) és a Przemyśli (58,8%) egyházmegyék után). A következő egyházmegyékkel határos:
- Zsolnai egyházmegye (délnyugat)
- Bielsko-Żywieci egyházmegye (nyugat)
- Katowicei főegyházmegye (nyugat)
- Sosnowieci egyházmegye (északnyugat)
- Kielcei egyházmegye (északkelet)
- Tarnówi egyházmegye (kelet)
- Szepesi egyházmegye (délkelet)

## Története
- 1000-ben alapították, mint egyházmegyét a Poznańi főegyházmegye területéből. 1257-ben a Łukówi egyházmegye, 1786,ban a Tarnówi egyházmegye megalapításához választottak le területeket belőle. 1790-ben a Chełm–Lublini egyházmegye számára adta át a területének egy részét. 1805-ben egyrészt a Kielcei egyházmegye megalapításához adott területet, viszont még abban az évben a Tarnówi egyházmegyétől területet kapott.1821-ben a Tynieci egyházmegye alapításához adott területet. 1925. október 28-án emelték főegyházmegyei rangra. 1992- ben 2 egyházmegye (Bielsko–Żywiec és Sosnowiec) alapításának javára is veszített a területéből.[1]

## Szuffragán egyházmegyék
A főegyházmegye szuffragán egyházmegyéi:
- Bielsko–Żywieci egyházmegye
- Kielcei egyházmegye
- Tarnówi egyházmegye

## Fordítás
- Ez a szócikk részben vagy egészben  a   Roman Catholic Archdiocese of Kraków című angol Wikipédia-szócikk fordításán alapul.  Az eredeti cikk szerkesztőit annak laptörténete sorolja fel. Ez a jelzés csupán a megfogalmazás eredetét és a szerzői jogokat jelzi, nem szolgál a cikkben szereplő információk forrásmegjelöléseként.